# Lexxi Tyler

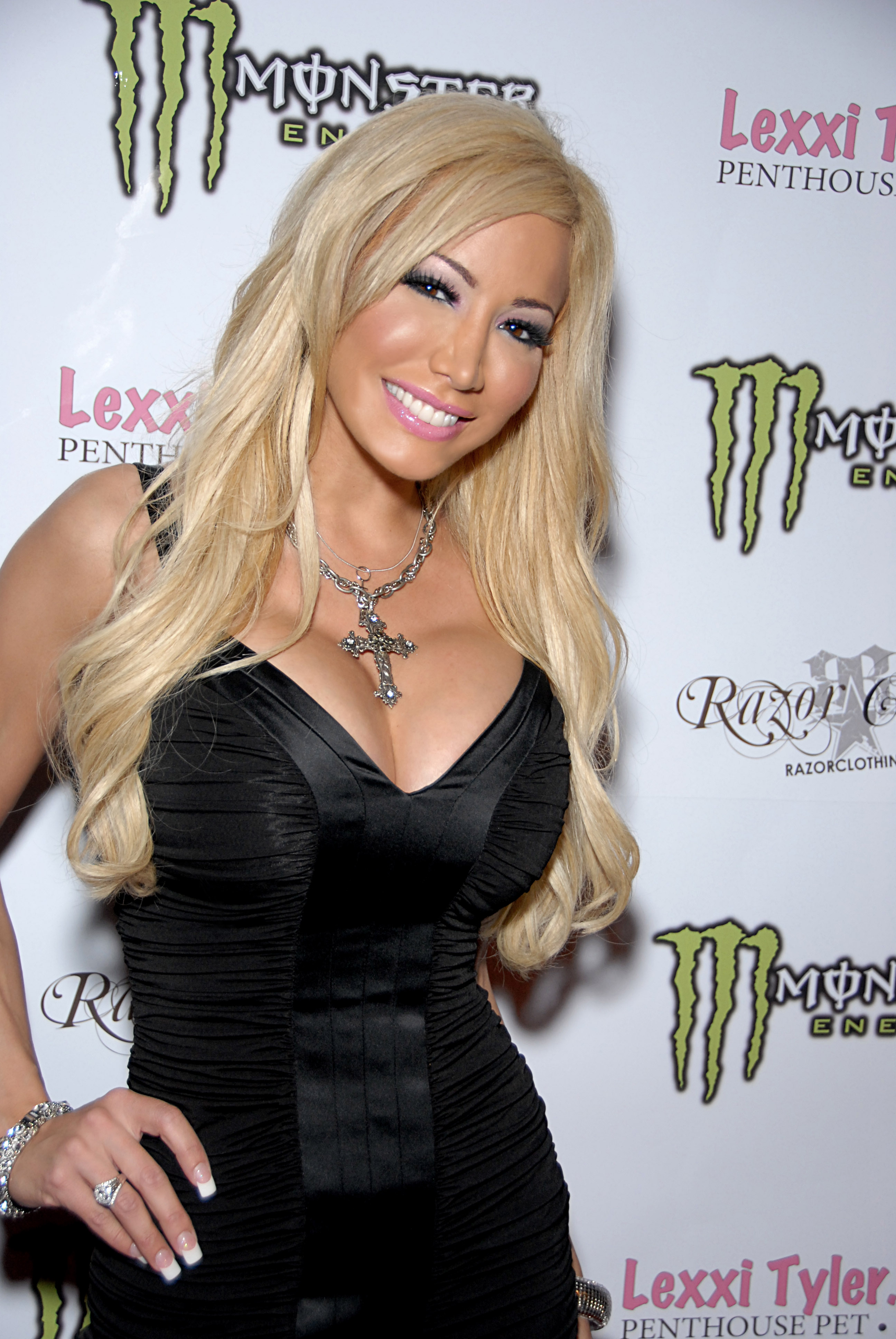
Lexxi Tyler

Lexxi Tyler (Beaverton, Oregon, 1983. május 16. –) amerikai pornószínésznő és modell.
Lexxi Tyler 2009 májusában a Penthouse a hónap kedvence. 2008-ban megnyerte az AVN-díjat legjobb szexjelenet kategóriában és a 2009-es AVN-díjat legjobb csoportos szexjelenet kategóriában.
1983. május 16-án született Beavertonban, Oregonban. Származását tekintve olasz és spanyol felmenői vannak. Lexxi Tyler rövid ideig főiskolára járt, majd abbahagyta azt. A felnőtt szórakoztatóiparban, mint sztriptíztáncos kezdett. 20-as évei elején, 2003-ban kezdett hardcore felnőtt filmekben szerepelni. Tyler megnyerte az AVN-díjat a legjobb szexjelenet kategóriában 2008-ban és 2009-ben. 2009-ben a hónap kedvence a Penthouse-ban. Számos tetoválása van és piercinget visel köldökében.

## Válogatott filmográfia
| - 2009 Booby Trap (video) - 2009 Celebrity Pornhab with Dr. Screw (video) - 2008 Cockstar (video) - 2008 Cry Wolf (video) - 2008 Cheerleaders (video) - 2008 Dating 101 (video) - 2008 A Woman's Orgasm (video) (as Lexxi Tyler) | - 2008 Bree & Sasha (video) - 2008 Flying Solo (video) - 2008 Housewives Hunting Housewives (video) - 2008 Rack by Popular Demand 3 (video) - 2007 Babysitters (video) - 2007 MILF Next Door (video) (as Lexxi) - 2007 Girls Will Be Girls 2 (video) |